# Вейн Аллард
Алан Вейн Аллард (англ. Alan Wayne Allard; нар. 2 грудня 1943, Форт Коллінз, Колорадо, США) — американський політик, сенатор США від штату Колорадо з 1997 по 2009 рік. Представник Республіканської партії.

## Біографія
Народився в Форт Коллінз, штат Колорадо в 1943 році. Виріс на ранчо поблизу Волдена в Колорадо. Відвідував школу в Волдені і в Форт Коллінзі.
Закінчив Університет штату Колорадо в 1968 році, отримавши ступінь доктора-ветеринара. Наприкінці навчання у ветеринарній школі, Аллард одружився з Джоан Малколм, студенткою-мікробіологом з цього ж університету. Разом вони створили ветеринарну клініку «Аллард Енімал Госпітел» (Allard Animal Hospital) в Лавленді, Колорадо. Тоді ж з'явилися дві дочки — Крісті і Шеллі.
У 1982 році Аллард став членом сенату штату Колорадо, не припиняючи свою ветеринарну діяльність. З 1982 по 1990 він представляв у сенаті округу Ларімер й Уелд.
Був обраний до Палати представників США, де працював з 3 січня 1991 по 2 січня 1997 року.
У 1996 році був обраний до Сенату США від Республіканської партії. У 2002 році був переобраний на новий термін і перебував на посаді сенатора до 3 січня 2009 року.